# Dysgonia hercodes
Dysgonia hercodes  là một loài bướm đêm thuộc họ Erebidae. Nó được tìm thấy ở Queensland.